# صادق‌آباد (دهشیر)
صادق‌آباد یا مزرعه نو روستایی در دهستان دهشیر بخش مرکزی شهرستان تفت استان یزد ایران است.

## جمعیت
بر پایه سرشماری عمومی نفوس و مسکن در سال ۱۳۹۵ جمعیت این روستا ۲۲ نفر (۸خانوار) بوده‌است.